# Fundação Universitária Mendes Pimentel
A Fundação Universitária Mendes Pimentel, mais conhecida como FUMP, é o órgão da Universidade Federal de Minas Gerais responsável pela manutenção dos restaurantes universitários, das moradias universitárias e de fornecimentos de serviços de assistência estudantil aos alunos de baixa condição socioeconômica.
Ela possui esse nome em homenagem ao primeiro reitor dessa universidade, Francisco Mendes Pimentel.